# Radomirești
Radomirești est une commune roumaine située dans le județ d'Olt.